# Seriphus politus
Seriphus politus és una espècie de peix de la família dels esciènids i de l'ordre dels perciformes.

## Morfologia
- Els mascles poden assolir 30 cm de longitud total.[1][2]

## Alimentació
Menja gambetes, cucs marins i peixos.

## Depredadors
Als Estats Units és depredat per Zalophus californianus.

## Hàbitat
És un peix marí, de clima subtropical i demersal que viu a entre 1-21 m de fondària.

## Distribució geogràfica
Es troba al Pacífic oriental: des de la Colúmbia Britànica (el Canadà) i Yaquina Bay (Oregon, els Estats Units) fins al sud de la Baixa Califòrnia (Mèxic).

## Observacions
És inofensiu per als humans.